# Zwischenspiel (Theater)
Ein Zwischenspiel im Theater (bis etwa 1700 auch Intermedium genannt) ist eine Einlage zwischen den Akten oder Bildern eines Dramas. Das Zwischenspiel gehört meistens zur Gattung der Komödie, das Drama, in das es eingelegt ist, dagegen zur Gattung der Tragödie.
Die Einlage diente als Ruhe- und Umkleidepause für die Schauspieler und zum Wechsel des Bühnenbilds. Daher fand sie oft auf der Vorbühne vor dem Hauptvorhang statt. Neben den Zwischenspielen gab es Vor- und Nachspiele, die inhaltlich auch nicht unbedingt mit dem Hauptspiel verbunden waren.

## Geschichte
In der griechischen Antike gliederten Rezitationen oder Gesänge des Theaterchors die dialogischen Teile (Epeisodion) der Dramen. In römischer Zeit wurden diese Chorpassagen zu pantomimischen Zwischenspielen.
In die religiös-belehrenden Mysterienspiele des Spätmittelalters wurden oft burleske Episoden eingelegt. Seither unterscheiden sich Zwischenspiele oft nicht nur durch die Komik, sondern auch durch die Sprache vom Hauptspiel: Das Drama war in der Bildungssprache gehalten, also Lateinisch und später Italienisch oder Französisch, während die Zwischenspiele volkssprachlich und oft im Dialekt verfasst waren. Die spanische Bühne entwickelte das Zwischenspiel zu einer eigenen dichterischen Gattung, dem Entremés, das durch das Sainete gefolgt wurde. In Deutschland gab es gesprochene Zwischenspiele bereits im Drama des Renaissance-Humanismus. Im 17. Jh. kulminierte es noch einmal. Ein prominentes Beispiel musikalischer Darbietungen aus dieser Zeit ist die Abdelazer Suite aus dem Jahre 1676 von Henry Purcell. Im 18. Jh. wurde das Zwischenspiel dann allmählich durch solche verdrängt (Interludium). Vor allem in französischer Tradition wurde zu dieser Musik getanzt. Diese Art Zwischenspiel nannte sich Divertissement.
Zwischenspiele waren populär, wogegen das ernste drei- oder fünfaktige Drama, in das sie eingelegt waren, mit seiner oft politischen Bedeutung eine repräsentative Pflichtübung für den Hofstaat war. Ein Sonderfall waren die Haupt- und Staatsaktionen, in denen komische Zwischenspiele die Hauptsache waren, hinter denen das ernste Drama zu einer Schablone wurde, die bloß den Ablauf regelte.
Aus den gesungenen komischen Zwischenspielen in der Oper (Intermezzo) entstand zu Beginn des 18. Jahrhunderts die Opera buffa. Eines der bekanntesten Zwischenspiele, das sich als selbständige Einheit von dem Drama lösen konnte, zu dem es ursprünglich gehörte, war Pergolesis La serva padrona (1733). Genau genommen bestand es aus zwei zusammenhängenden Zwischenspielen, die zwischen den drei Akten einer Opera seria gegeben wurden. Die Loslösung der kurzen szenischen Zwischenspiele von den großen ernsten Dramen im 18. Jahrhundert war symbolisch für eine Emanzipation des bürgerlichen „Volkstheaters“ vom Hoftheater. Diese soziale Emanzipation scheint noch in der naturalistischen Theorie des Einakters von August Strindberg auf.
Zur Vielfalt der Zwischenspiele im späten 18. und 19. Jahrhundert gehörten nicht nur die szenischen Einakter und die musikalischen Entractes, sondern auch ausgedehnte Gedichtrezitationen, Lebende Bilder, Pantomimen oder akrobatische Nummern. Eine klare Trennung zwischen gesprochenen, gesungenen und mimischen Zwischenspielen gab es selten (vgl. Vaudeville). In Varieté und Music Hall nach 1850 bestand das ganze Programm gleichsam aus Zwischenspielen. Theater mit künstlerischem Anspruch, wie sie am Ende des Jahrhunderts zum Teil aus Unterhaltungstheatern entstanden (wie das Deutsche Theater Berlin), versuchten sich daher oft von dieser Stückelung zu distanzieren. Seit dem späteren 19. Jahrhundert werden theatralische Zwischenspiele der Tendenz nach entweder weggelassen oder beanspruchen künstlerische Eigenständigkeit. Sie sind entweder fest integriert in ein größeres Stück oder gehören zur Sphäre des Unterhaltungstheaters.
Als Gegenbewegung wurde die Tradition der Zwischenspiele im „ernsten“ Theater zu Beginn des 20. Jahrhunderts wiederbelebt. Eines der berühmtesten (tänzerischen) Zwischenspiele aus dieser Zeit ist Vaslav Nijinskys L'Après-midi d'un faune (1912). Der Komponist Richard Strauss experimentierte wieder mit der Gattung des Zwischenspiels, etwa in Ariadne auf Naxos (1912) oder Intermezzo (1924).